# Libelle (Vlaams weekblad)
Libelle is een populair Belgisch lifestylemagazine. Het is het oudste vrouwenweekblad van België en tevens het populairste. Het tijdschrift wordt vanaf 2018 uitgegeven door Roularta Media Group. Voordien was dit Sanoma Magazines Belgium.

## Naam
De naam is afkomstig van het Latijnse "libellus", dat "boekje" of "geschrift" betekent (verkleinwoord van "liber" (boek)). In het Middelnederlands betekende een "libel" of "libelle" een "klein geschrift", "pamflet".

## Geschiedenis
De eerste editie van Libelle, oorspronkelijk een Nederlands tijdschrift, verscheen op 13 april 1934. Ook toen al stonden thema's als mode, opvoeding, schoonheid, eten en relaties centraal.
Tijdens de woelige periode van de oorlog viel de productie van Libelle tijdelijk stil, maar vanaf november 1945 verscheen het tijdschrift weer wekelijks, ditmaal ook in een echte Vlaamse versie. Speciaal voor die Vlaamse versie werd op 13 november 1945 Libelle N.V. gesticht door Uitgeverij De Spaarnestad uit Haarlem, Nederland. In 1964 ging de TUM deel uitmaken van het VNU-concern (Verenigde Nederlandse Uitgeversbedrijven N.V.).
Het "nieuwe" tijdschrift kreeg de ondertitel "Weekblad voor de (Vlaamsche) vrouw" en richtte zich aanvankelijk op huisvrouwen uit de middenklasse. Geleidelijk maakte Libelle de overgang van zwart-wit naar kleur en nu er geen papiertekort meer heerste, nam het aantal pagina's toe.
Begin jaren 60 werden de verschillende rubrieken voor het eerst geordend per thema: mode, praktische rubrieken (gezondheid, handwerk, breien, keuken, gymnastiek), film, romans en verhalen, reportages en de tv- en radiobijlage. Vanaf eind jaren 60 begon Libelle ook buitenshuis werkende vrouwen tot haar vaste lezerskring te rekenen.
In 1970 vond de fusie plaats tussen Libelle en Rosita, de opvolger van Goed Nieuws voor de Vrouw. Op dat moment ontstonden er ook barsten in het behoudende profiel van Libelle. Het beeld van de vrouw die eventueel werkte tot ze een geschikte echtgenoot gevonden had, maar zich daarna liefdevol aan haar man, de kinderen en het huishouden wijdde, strookte immers niet meer met het geëmancipeerde vrouwenbeeld van de jaren 70. In de loop van de jaren 70 en 80 ontwikkelde het magazine zich dan ook tot een hedendaags vrouwenblad, zij het niet op de feministische toer.
In 1990 vond er opnieuw een fusie plaats: bij het faillissement van Het Rijk der Vrouw nam Libelle dat tijdschrift over en profiteerde het van dat samengaan om weer wat wijzigingen door te voeren en zich aan te passen aan de nieuwe behoeften van het publiek, dat op vlak van mode, smaak en mentaliteit weer sterk was veranderd. Oude rubrieken werden opgepoetst, nieuwe rubrieken werden toegevoegd en de moraliserende toon verdween. Daarnaast werd vanaf nu met meer kleur gewerkt, het lettertype werd aangepast en het formaat werd iets breder. Ook de cover werd gerestyled.
In 2001 werden de publiekstijdschriften van VNU, waaronder Libelle, overgenomen door de Finse uitgeversgroep Sanoma. Sanoma Media Belgium was in België uitgever van verschillende tijdschriften en websites, waaronder Flair, ZappyBaby, Moustique, Femmes d'aujourdhui, Gael, Feeling, Humo, Vitaya, Glam*It en Libelle.
Tussen 2013 en 2015 had Libelle een televisiezender onder de naam Libelle TV.
In 2018 is Libelle samen met o.a Flair en Femmes d'aujourdhui overgenomen door Roularta.

## Redactie
| Tijdspanne   | Hoofdredacteur     |
| ------------ | ------------------ |
| ...          |                    |
| ? - 2007     | Rita Van Snick     |
| 2007 - 2013  | Ditte Van de Velde |
| 2013 - 2018  | Mie Van der Auwera |
| 2018 - heden | Karen Hellemans    |

## Doelgroep en oplagecijfers
Libelle richt zich tot vrouwen tussen 25 en 54 jaar oud met kinderen en omschrijft zich als: Het blad voor de actieve vrouw, die niet alleen haar gezin belangrijk vindt, maar ook haar eigen ontwikkeling en de wereld waarin ze leeft. Ze combineert veel rollen en taken, heeft weinig tijd, maar probeert er het maximum uit te halen. Ze kiest voor kwaliteit, voor enerzijds verantwoord leven en anderzijds meer genieten van vrije tijd. Ze zoekt naar tips en praktische info om elke dag beter te laten verlopen, maar droomt ook van een mooi interieur en een prachtige tuin, van leuke kleren en een aantrekkelijk uiterlijk.
De oplage van het blad bedroeg in 2011 wekelijks ongeveer 300.000 exemplaren. Volgens cijfers van het CIM uit 2010 bereikt Libelle 913.400 lezers, waarvan 22,2 procent mannen en 77,8 procent vrouwen. De grootste groep lezers treft men volgens de leescijfers aan bij de 65-plussers, maar eigenlijk heeft Libelle een groot lezersaantal in alle leeftijdscategorieën vanaf 35 jaar. Iets minder dan de helft van de Libelle-lezers oefent een job uit.

## Inhoud en rubrieken
Libelle biedt informatie op huishoudelijk, psychologisch en maatschappelijk vlak, alsook persoonlijke verhalen, reportages en interviews. De belangrijkste pijlers van het damesblad zijn: gezin, mode, lichaamsverzorging en gezondheid, wonen, eten en drinken en toerisme.
Vaste rubrieken zijn onder andere:
- Blocnote: brieven, reacties en zoekertjes.
- Hulplijn: goede raad en praktische tips over uiteenlopende onderwerpen op juridisch, psychologisch en maatschappelijk vlak
- Mijn verhaal: een persoonlijk en vaak aangrijpend verhaal van een Libelle-lezeres
- Gezond!: mix van nuttige gezondheidstips en medische nieuwtjes
- Aan tafel: culinaire rubriek met stap-voor-staprecepten
- Extra!: cultuur- en Showbizzrubriek met o.a. interviews en recensies
- De column van Anne Davis

## Libelle-maandbladen & -specials
Naast het wekelijkse tijdschrift verschijnen er in de schoot van Libelle ook regelmatig gespecialiseerde maandbladen en specials.

### Libelle Lekker
Libelle lekker is het culinaire maandblad van Libelle. De eerste editie lag in de winkel op 7 oktober 2010. In het tijdschrift vindt men onder andere recepten, menu's, kooktips, culinair nieuws en praktische info. Er is ook een Libelle Lekker-website.

### Libelle Mama!
Libelle Mama! richt zich op moeders met schoolgaande kinderen, van grote peuters tot prille pubers. Het magazine verschijnt tweemaandelijks en bevat expertenadvies en opvoedingstips, leuke doe-ideeën met kinderen en herkenbare verhalen over de leuke en minder leuke aspecten van het mama zijn. De eerste Libelle Mama! verscheen op 24 februari 2011.

### Libelle Happy!
Ook Libelle Happy! verschijnt om de twee maanden. Het eerste exemplaar van Libelle Happy! lag op 26 mei 2011 in de winkel. Het is daarmee het recentste maandblad van Libelle. Met als ondertitel "tijd voor mij" wil Libelle Happy! de lezeressen aanspreken vanuit hun persoonlijke interesses, met nadruk op geluk en genieten.

### Libelle Kerst- en Paasspecial
Libelle Kerst en Libelle Pasen zijn twee Libelle-specials boordevol inspiratie voor seizoensdecoratie en feestelijke creatieve ideeën. Deze special verschijnt twee keer per jaar.

### Libelle Lifestyle Inserts
De Libelle Lifestyle Inserts worden meegehecht in het hart van Libelle en verschijnen verschillende keren per jaar. Het formaat is hetzelfde als dat van Libelle. Het is een boekje met een eigen cover vol praktische tips, shoppinginfo en creatieve ideeën rond één bepaald thema. De hoofditems van de Inserts zijn de Libelle Woon special (2 keer per jaar) en de Libelle Tuin special (2 keer per jaar).

## Acties en evenementen

### Vrouw van het jaar
Elk jaar kiezen de Libelle-lezeressen hun 'Vrouw van het jaar'. Met de prijs wil Libelle vrouwen onder de aandacht brengen die uitzonderlijke projecten uit de grond hebben gestampt. Het project van de winnares wordt dan een jaar lang gesteund door Libelle. De 10 genomineerden worden voorgesteld in de Libelle-reeks 'Vrouwen met een missie'.

### Libelle Scholenactie
De Libelle Scholenactie is een wedstrijd voor basisscholen (en hun leerlingen) die een bepaald deel van hun school in een nieuw, leuk en vooral creatief jasje willen steken, maar daar in het scholenbudget geen ruimte voor hebben. Zo werden onder andere al een refter en een speelplaats onder handen genomen.

### Libelle Winterfair
De Libelle Winterfair vond voor het eerst plaats in december 2010. Het is een jaarlijks terugkerend indoor winterevenement met tal van winkeltjes, kook-, beauty- en lifestyleworkshops, optredens en shows, allemaal badend in de kerstsfeer.

## Website
In 2004 lanceerde Libelle een eigen website met naast artikels over mode, wonen en opvoeding ook tal van recepten, zoekertjes en wedstrijden. Daarnaast beschikt de website over een forum en een webwinkel, de zogenaamde Libelle Shop. Libelle heeft ook een aantal iPhone-applicaties, zoals de Libelle Lekker Recepten-app.

## Nederlandse versie
Er bestaat eveneens een Nederlandse versie van Libelle, die door Sanoma Uitgevers Nederland wordt uitgegeven. De Nederlandse Libelle is volledig autonoom en totaal verschillend van de Vlaamse versie.